# Leiocolea diversiloba
Leiocolea diversiloba là một loài rêu tản trong họ Jungermanniaceae. Loài này được (S. Hatt.) Schljakov miêu tả khoa học lần đầu tiên năm 1978.